# Sala degli antenati di Thutmose III

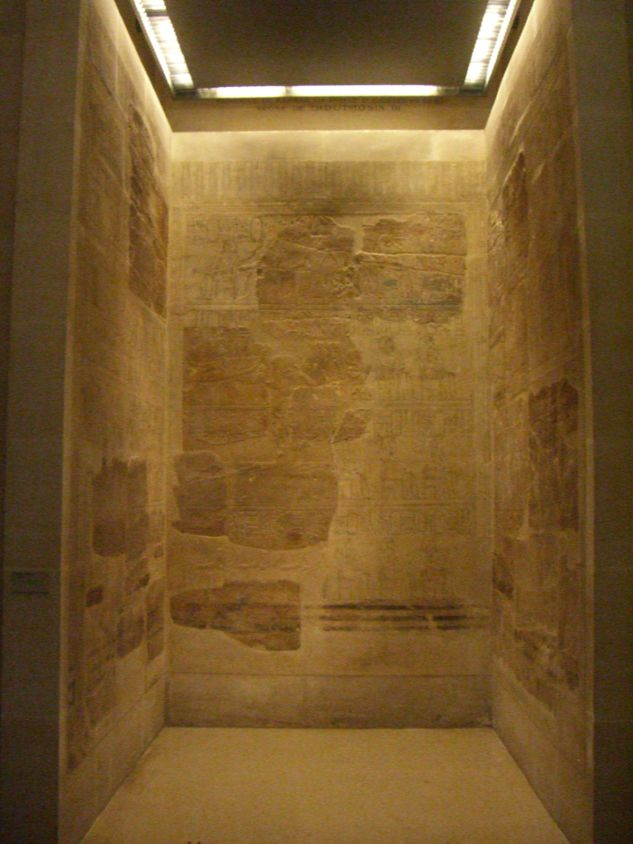
La sala degli antenati esposta al Louvre

La Sala degli antenati è una struttura facente parte dell'Akh-Menu, tempio egizio di Karnak chiamato Tempio di Milioni di Anni.
Fatta erigere dal sovrano Thutmose III a fianco della più famosa Sala delle feste comprendeva  un fregio ove il sovrano stesso era raffigurato nell'atto di porgere offerte a 61 (di cui solo 48 ancora leggibili) suoi antenati identificati attraverso i loro nomi.
Rispetto ad altre liste reali egizie (Abido, Saqqara, Canone Reale) la lista di Karnak presenta una minore utilità storica non essendo stata realizzata con ordine cronologico.
Intorno al 1840 la sala venne studiata da Lepsius che ne copiò parte delle iscrizioni.
Il fregio venne rimosso da Émile Prisse d'Avennes nel 1843 ed ora  si trova esposto presso il Museo del Louvre di Parigi.
| Lato sinistro                                                                                 | Lato destro                                                                                              |
| Primo registro                                                                                | Primo registro                                                                                           |
| --------------------------------------------------------------------------------------------- | --- |
| 1. Neferkara I (II dinastia)?                                                                 | 32.Khakara(Sesotris III - XII dinastia)                                                                  |
| 2. Snofru (IV dinastia)                                                                       | 33.Khaneferra (Sobekhotep IV - XIII dinastia)                                                            |
| 3. Sahure (V dinastia)                                                                        | 34. Khasekhemra (Neferhotep I - XIII dinastia)                                                           |
| 4. Ini (V dinastia)                                                                           | 35. Sekhemra Seuadjtaui (Sobekhotep III - XIII dinastia)                                                 |
| 5. Isesi (V dinastia)                                                                         | 36. Sekhemra Khuraui (Sobekhotep II - XIII dinastia)                                                     |
| 6. perso                                                                                      | 37. Sankhibra (Amenemhat IV - XIII dinastia)                                                             |
| 7. perso                                                                                      | 38. Seuadjenra (Nebirau I - XVII dinastia)                                                               |
| 8. Sekhemra Samtawy (XVII dinastia)                                                           | 39. ...kau(ra) (idenficazione non possibile)                                                             |
| secondo registro                                                                              | |
| 9. perso                                                                                      | 40. perso                                                                                                |
| 10. Intef(Antef I - XI dinastia)(identificazione non sicura)                                  | 41. Mersekhemra (Neferhotep II - XIII dinastia)                                                          |
| 11. In... (Antef II -XI dinastia) (identificazione non sicura)                                | 42. Merkaura (Sobekhotep VII - XIII dinastia]                                                            |
| 12. Men...(Montuhotep I - XI dinastia) (identificazione non certa)                            | 43. Suesertaui (Sobekhotep VIII - XIII dinastia)                                                         |
| 13. Intef (XI dinastia - identificazione non certa)                                           | 44. ...re (elementi insufficienti l'identificazione)                                                     |
| 14. Teti (?)(identificazione incerta forse Teti) (VI dinastia)                                | 45. Senefer...ra (?) (XIV dinastia)                                                                      |
| 15. Pepi (possibile identificazione con Pepi I o Pepi II entrambi della VI dinastia)          | 46. Khahotepra (Sobekhotep V- XIII dinastia)                                                             |
| 16. Merenra (possibile identificazione con Merenra I o Merenra II entrambi della VI dinastia) | 47. Khaankhra (Sobekhotep I -XIII dinastia)                                                              |
| terzo registro                                                                                | |
| 17. Sehotepibra (Amenemhat I - XII dinastia)                                                  | 48. Wahkhaure (non identificato)                                                                         |
| 18. Nebukara (Amenemhat II - XII dinastia)                                                    | 49. Sewahenra (XIII dinastia)                                                                            |
| 19. perso                                                                                     | 50. Merhotepra (Sobekhotep VI/Ini I (?) - XIII dinastia)                                                 |
| 20. perso                                                                                     | 51. Kutawyra(XIII dinastia)                                                                              |
| 21. Maakherura (Amenemhat IV - XII dinastia)                                                  | 52. perso                                                                                                |
| 22. Sobekneferura (XII dinastia)                                                              | 53. perso                                                                                                |
| 23. Intef (identificazione impossibile)                                                       | 54. Sekhemra Wahkhau (XVII dinastia)                                                                     |
| quarto registro                                                                               | |
| 24. Kheperkara (Sesostris I - XII dinastia)                                                   | 55. ...ra (non identificabile)                                                                           |
| 25. Seqenenra (Tao II - XVII dinastia)                                                        | 56. Senefer..ra (non identificabile in quanto non distinguibile da 45)                                   |
| 26. Senekhtenra (Tao I - XVII dinastia)                                                       | 57. Sewadj..ra (non identificabile, simile, per la parte leggibile, a 38)                                |
| 27. Userenra (XVII dinastia)                                                                  | 58. Sekhem...ra (identificabile, forse, con il sovrano elencato in 8.20 nel Canone Reale - XIV dinastia) |
| 28. Nebukheperra (Antef V - XVII dinastia)                                                    | 59. perso                                                                                                |
| 29. Nebhapetra (Mentuhotep II - XI dinastia)                                                  | 60. perso                                                                                                |
| 30. Seneferkara (Mentuhotep III XI dinastia)                                                  | 61. perso                                                                                                |
| 31. illeggibile                                                                               | |